# Museo de Arte de Indianápolis
Newfields (anteriormente llamado Indianapolis Museum of Art, IMA) es un ecléctico museo de arte localizado en Indianápolis, el noveno más antiguo de Estados Unidos. 
Fundado en 1883 en 1970 se mudó a su emplazamiento actual, diseñado por el arquitecto Edward Larrabee Barnes. Entre sus fundadores estaban May Wright Sewall, Booth Tarkington, Eli Lilly, Herman C. Krannert o Caroline Marmon Fesler. 
Posee 54.000 objetos, incluyendo obras de Asia, América y Europa, entre ellas varias pinturas neoimpresionistas y pinturas japonesas del Período Edo; cerámicas y bronces da China; pinturas, esculturas y grabados de Paul Gauguin y de la Escola de Pont-Aven, así como trabajos de J. M. W. Turner, José de Ribera, Rembrandt, Pablo Picasso y Henri Matisse. 